# AN/APG-83
AN/APG-83 Scalable Agile Beam Radar (SABR) — високопродуктивний багатофункціональний радар з активною фазованою антенною решіткою для винищувача General Dynamics F-16 Fighting Falcon та інших літаків, розроблений компанією Northrop Grumman.

## Історія
У 2013 році Lockheed Martin обрала SABR як АФАР-радар для програм модернізації та оновлення F-16 повітряних сил США та ПС Республіки Китай (Тайвань).
Можливості цього передового АФАР-радара походять від AN/APG-77, що використовується на F-22, і AN/APG-81, встановленого на F-35. Він розроблений таким чином, щоб інтегруватися у літаки F-16 без змін у конструкції, електроживленні або системі охолодження. AN/APG-83 має модульну архітектуру, що дозволяє адаптувати його для інших платформ і бойових завдань. Програмний код радара AN/APG-83 приблизно на 95 % «блочно схожий» з кодом, на якому працює AN/APG-77 і 
за словами Марка Россі з Northrop Grumman (директор компанії з програми SABR) «максимально наближає F-16 до характеристик F-35 з урахуванням обмежень літака».
У 2010 році AN/APG-83 SABR був встановлений на винищувач ПС США F-16 на авіабазі Едвардс і здійснив 17 демонстраційних польотів поспіль без проблем з охолодженням або стабільністю.
Окрім оснащення F-16V для Тайваню та інших союзників США, ПС США також обрали APG-83 SABR для модернізації 72 винищувачів F-16 Національної гвардії США.
У січні 2014 року Сінгапур замовив 70 AN/APG-83 SABR для модернізації своїх 60 F-16C/D/G+ Block 52 у межах угоди на 2,43 мільярда доларів.
У серпні 2018 року компанія Northrop Grumman провела тестову установку APG-83 на F/A-18.
Модифікована версія AN/APG-83, під назвою SABR-GS (Global Strike), була обрана для оснащення стратегічного бомбардувальника Rockwell B-1 Lancer з 2016 року.
У лютому 2019 року Northrop Grumman запропонувала встановити SABR для модернізації Boeing B-52H Stratofortress, який наразі використовує механічний радар AN/APQ-166. Однак у липні 2019 року Boeing обрала радар AN/APG-82(V)1/(AN/APG-79) від Raytheon для програми оновлення радарів B-52H.
Northrop Grumman також пропонує встановити AN/APG-83 для південнокорейського винищувача FA-50 Block 20.
ПС США встановлюють AN/APG-83 SABR на 608 винищувачів F-16C/D Block 40/42 та F-16C/D Block 50/52.